# Lillö, Ingå
Lillö är en ö i Finland. Den ligger i Finska viken och i kommunen Ingå i den ekonomiska regionen  Raseborg i landskapet Nyland, i den södra delen av landet. Ön ligger omkring 62 kilometer väster om Helsingfors.
Öns area är 9,2 hektar och dess största längd är 0,6 kilometer i öst-västlig riktning.